# Performance (Album)
Performance ist das elfte Studioalbum der deutschen Progressive-Rock- und Artrock-Band Eloy. Es erschien 1983 unter dem Label EMI-Electrola und wurde 2005 dort neu aufgelegt.

## Entstehungsgeschichte
Die in Deutschland immer populärer werdende Neue Deutsche Welle drückte auf die Verkaufszahlen von Eloy und ließ die Band auf dem Massenmarkt altmodisch erscheinen. Erneut kam es zu Meinungsverschiedenheiten zwischen Frank Bornemann und den übrigen Bandmitgliedern und schließlich gingen alle musikalische Kompromisse bei diesem Album ein. Eloy versuchte sich mit moderner Kleidung und Frisuren zu modernisieren, und Bornemann legte für eine Weile sogar seine legendäre Baskenmütze ab, war aber von der eingeschlagenen Richtung nicht wirklich überzeugt. Auch das Coverart des Albums wechselt das Genre, anstelle der bisher eher fantasylastigen Bilder trat hier das futuristische Motiv.

## Besetzung
- Hannes Arkona: Gitarre, Keyboards:
- Frank Bornemann: E-Gitarre, Gitarre, Gesang
- Hannes Folberth Keyboards
- Klaus-Peter Matziol Bassgitarre
- Fritz Randow Schlagzeug, Perkussions

### Technik
- Arrangement: Eloy
- Produktion: Frank Bornemann, Eloy
- Tontechnik: Achim Schulze, Harald Lepschies, Jan Nemec

## Titelliste
Alle Titel wurden von Eloy, Frank Bornemann und Sigi Hausen geschrieben.

### Seite A
1. In Disguise – 4:29
2. Shadow And Light – 5:17
3. Mirador – 3:44
4. Surrender – 5:38

### Seite B
1. Heartbeat – 6:26
2. Fools – 5:10
3. A Broken Frame – 8:10

### Remastered Edition Bonustracks (2005)
1. Shadow and Light (live 1983) – 5:08
2. Heartbeat (live 1983) – 6:00
3. Fools (live 1983) – 4:49

## Rezeption
Im Vergleich zum Vorgängeralbum setzte Performance weniger als die Hälfte an Tonträgerverkäufen ab. In den deutschen Albumcharts platzierte sich das Album eine Woche in den Charts und erreichte dabei am 9. Mai 1983 Rang 65. Frank Bornemann bezeichnete Performance als ersten, echten „Flop“ Eloys.
| ChartsChartplatzierungen | Höchstplatzierung | Wochen |
| ------------------------ | ----------------- | ------ |
| Deutschland (GfK)        | 65 (1 Wo.)        | 1      |